# 武藏野台站
武藏野台站（日语：／ Musashinodai eki */?）是一個位於東京都府中市白糸台四丁目，屬於京王電鐵京王線的鐵路車站。車站編號是KO21。

## 年表
- 1916年10月31日，作為京王電氣軌道的車站啟用，最初名為車返站。
- 1944年5月31日，京王與東京急行電鐵合併後，車返站作為京王線的車站運行。
- 1948年6月1日，東急與京王帝都電鐵分拆，車返站成為京王的車站。
- 1959年6月1日，改稱武藏野台站。
- 1979年10月3日，列車在車站東面的飛田給11號與重型電單車相撞，造成1人死亡。
- 2010年12月5日，新建的跨站式站房開始運作。
- 2011年9月，車站的改善工程完工。
- 2013年2月22日，快速開始在武藏野台站停站，同日以KO21作為編號。

### 站名由來
來自於所在地一帶的「武藏野台地」地形。

## 車站構造
本站為相對式月台2面2線地上車站。剪票口位於橋上站房2樓。月台有設置空調的候車室。
廁所位於二樓付費區內。
剪票口往各月台、北口、南口設有電梯。
車站南口有巴士站、計程車乘車處。

### 月台配置
| 月台 | 路線   | 方向 | 目的地                                 |
| ---- | ------ | ---- | -------------------------------------- |
| 1    | 京王線 | 下行 | 京王八王子、高尾山口、多摩動物公園方向 |
| 2    | 京王線 | 上行 | 調布、明大前、笹塚、新宿、新宿線方向   |

## 使用情況
2016年度1日平均上下車人次為25,458人。 
| 年度               | 1日平均 上下車人次 | 1日平均 上車人次 | 來源     |
| ------------------ | ------------------ | ---------------- | -------- |
| 1955年（昭和30年） | 889                |                  |          |
| 1960年（昭和35年） | 1,300              |                  |          |
| 1965年（昭和40年） | 2,937              |                  |          |
| 1970年（昭和45年） | 4,212              |                  |          |
| 1975年（昭和50年） | 5,085              |                  |          |
| 1980年（昭和55年） | 13,397             |                  |          |
| 1985年（昭和60年） | 18,262             |                  |          |
| 1990年（平成02年） | 20,278             | 9,945            | [ * 1 ]  |
| 1991年（平成03年） |                    | 10,093           | [ * 2 ]  |
| 1992年（平成04年） |                    | 10,151           | [ * 3 ]  |
| 1993年（平成05年） |                    | 10,170           | [ * 4 ]  |
| 1994年（平成06年） |                    | 10,359           | [ * 5 ]  |
| 1995年（平成07年） | 21,672             | 10,708           | [ * 6 ]  |
| 1996年（平成08年） |                    | 10,992           | [ * 7 ]  |
| 1997年（平成09年） |                    | 11,030           | [ * 8 ]  |
| 1998年（平成10年） |                    | 11,334           | [ * 9 ]  |
| 1999年（平成11年） |                    | 11,120           | [ * 10 ] |
| 2000年（平成12年） | 22,392             | 11,096           | [ * 11 ] |
| 2001年（平成13年） |                    | 11,173           | [ * 12 ] |
| 2002年（平成14年） | 23,150             | 11,501           | [ * 13 ] |
| 2003年（平成15年） | 23,712             | 11,653           | [ * 14 ] |
| 2004年（平成16年） | 23,617             | 11,638           | [ * 15 ] |
| 2005年（平成17年） | 24,206             | 11,929           | [ * 16 ] |
| 2006年（平成18年） | 24,707             | 12,208           | [ * 17 ] |
| 2007年（平成19年） | 25,618             | 12,661           | [ * 18 ] |
| 2008年（平成20年） | 25,627             | 12,682           | [ * 19 ] |
| 2009年（平成21年） | 25,153             | 12,460           | [ * 20 ] |
| 2010年（平成22年） | 24,821             | 12,299           | [ * 21 ] |
| 2011年（平成23年） | 24,469             | 12,112           | [ * 22 ] |
| 2012年（平成24年） | 24,647             | 12,216           | [ * 23 ] |
| 2013年（平成25年） | 24,986             | 12,392           | [ * 24 ] |
| 2014年（平成26年） | 24,584             | 12,170           | [ * 25 ] |
| 2015年（平成27年） | 25,201             |                  |          |
| 2016年（平成28年） | 25,458             |                  |          |

## 車站周邊
2011年3月站房改建，站體內的K-Shop與啓文堂書店開店。
南口的小型圓環設有巴士站。
車站東邊與鐵路相交的道路，以及南口圓環周邊為商店街。該道路往南可至都市再生機構車返團地。往北可至東京都道229號府中調布線（舊甲州街道）。
車站西側有西武鐵道多摩川線白糸台站。

### 鄰近設施
- 八幡山本願寺
- Minds農業協同組合（日语：マインズ農業協同組合）白糸台支店
- 都市再生機構車返團地
  - 府中車返團地內郵便局
- 丸正食品（日语：丸正チェーン商事）武藏野台站前店
- 青木屋（日语：青木屋）武藏野台店
- 白糸台中部公會堂

### 巴士
- 武藏野台站南口
  - 府中市社區巴士「中巴士（日语：ちゅうバス）」（京王巴士中央委託營運）
    - 朝日町線－行經多磨站往榊原紀念醫院
    - 朝日町線－行經府中站往東府中站
    - 押立町線－行經府中站往競艇場前站南口（本站發車）

## 圖片

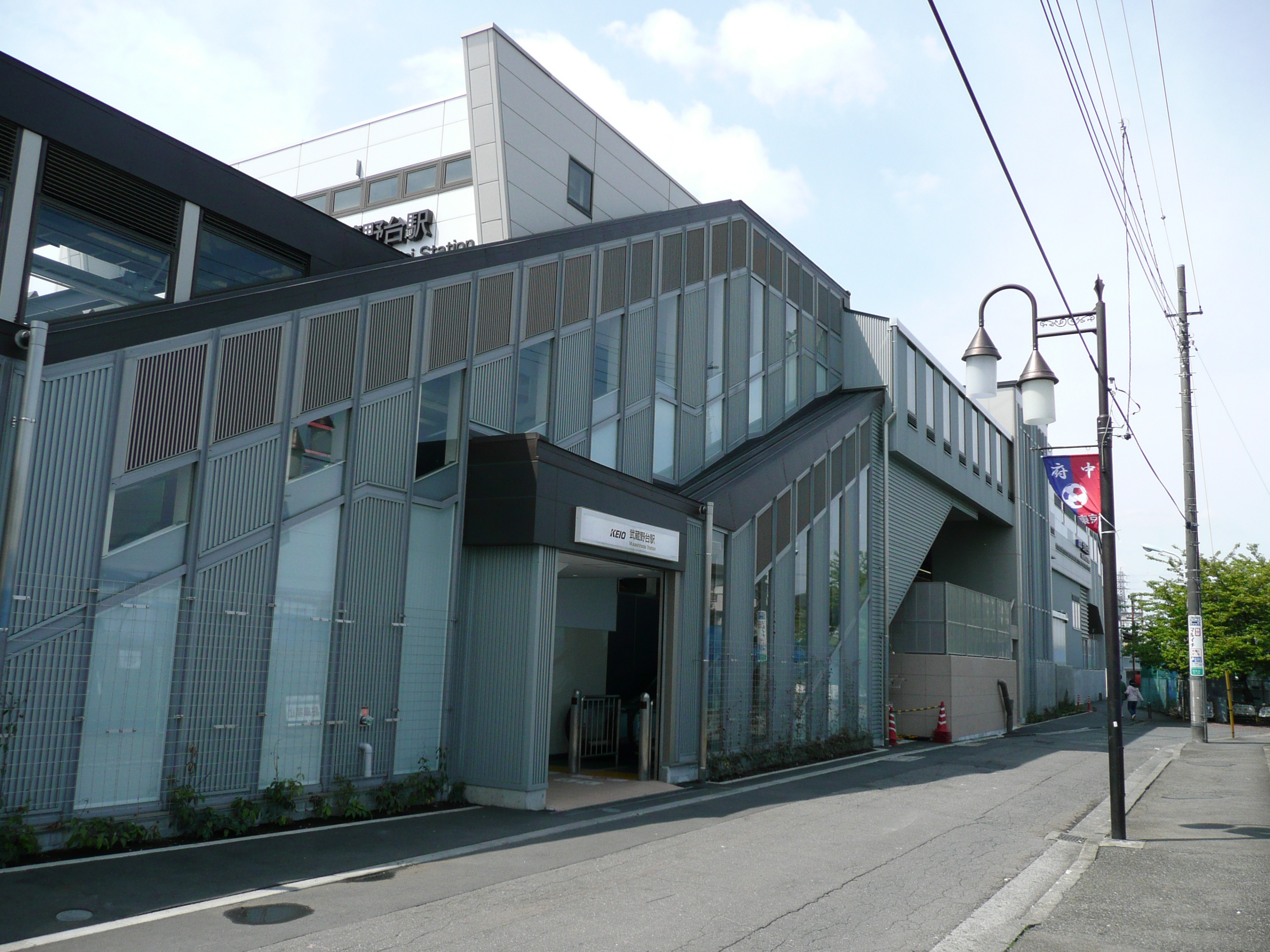
北口（2012年4月）
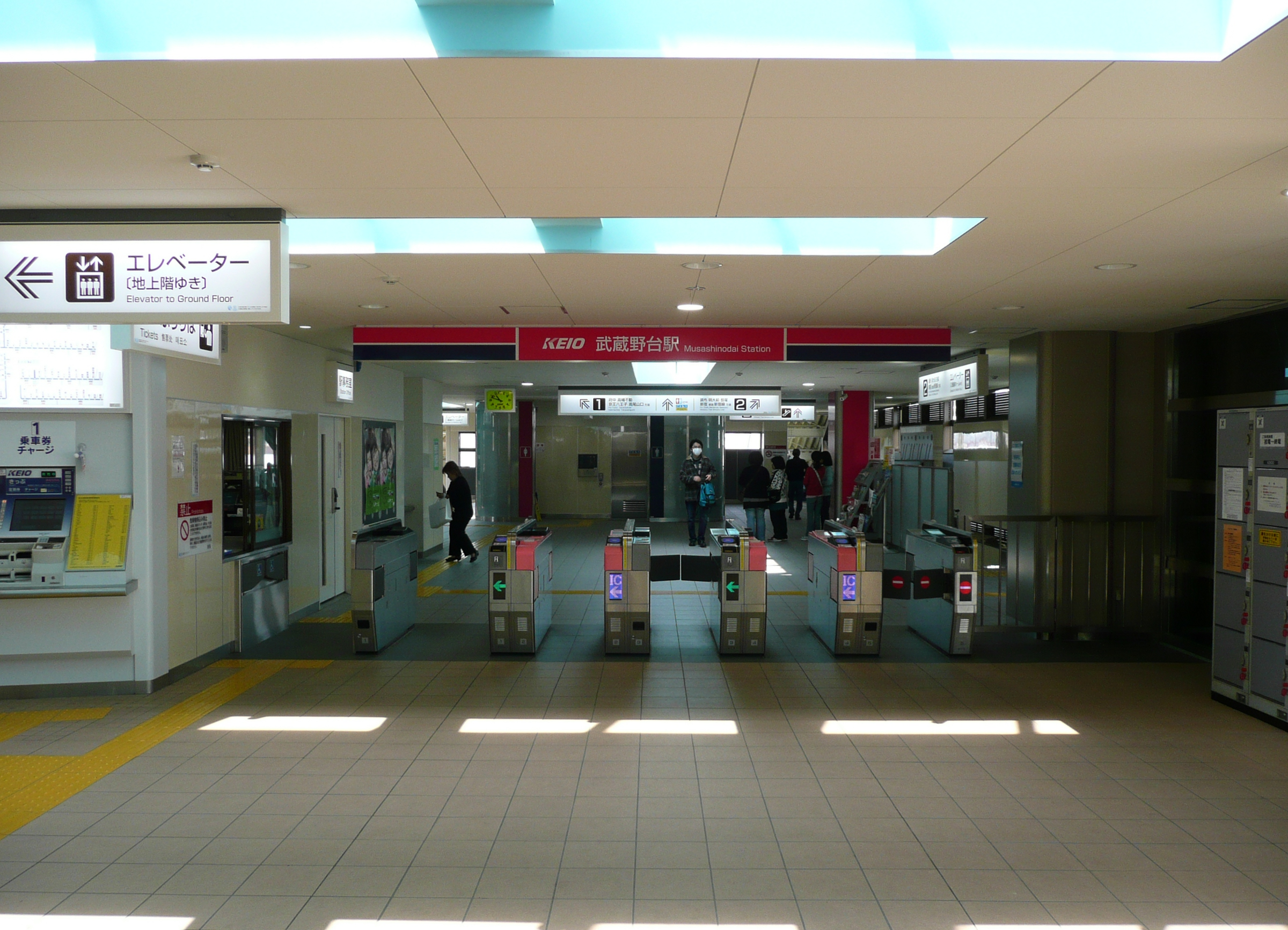
剪票口（2012年4月）
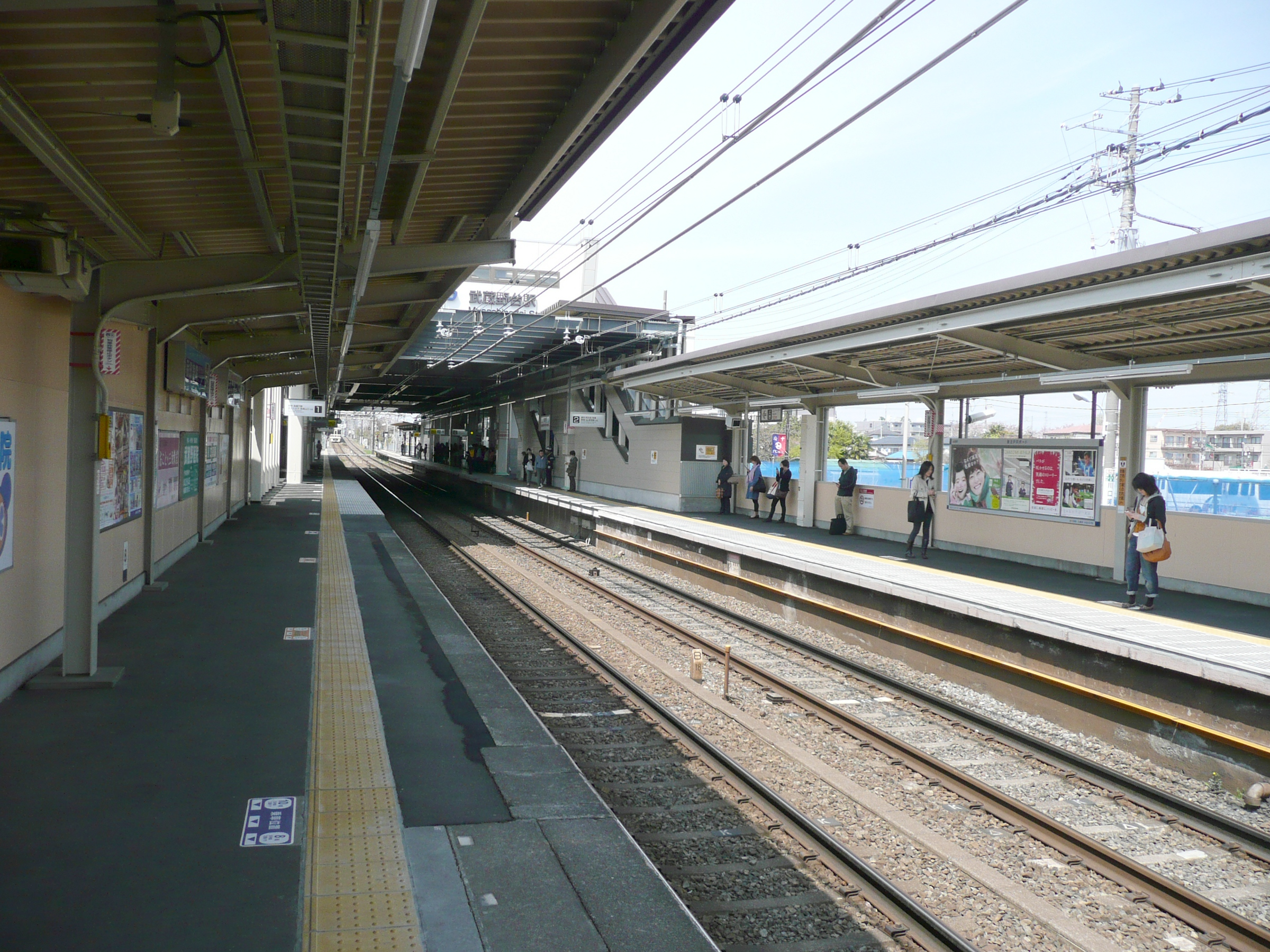
月台（2012年4月）
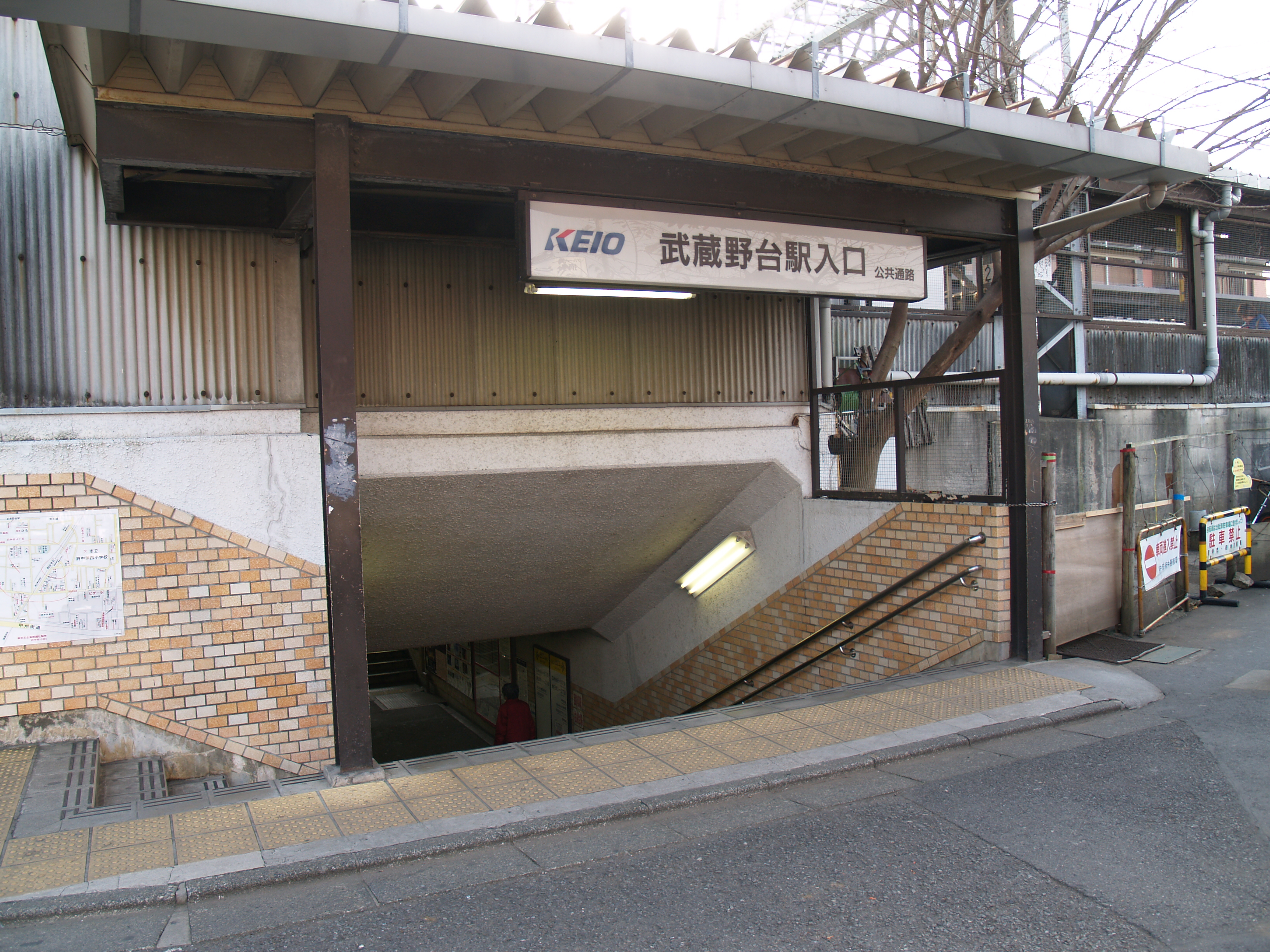
站房改建前的北口（2006年12月）
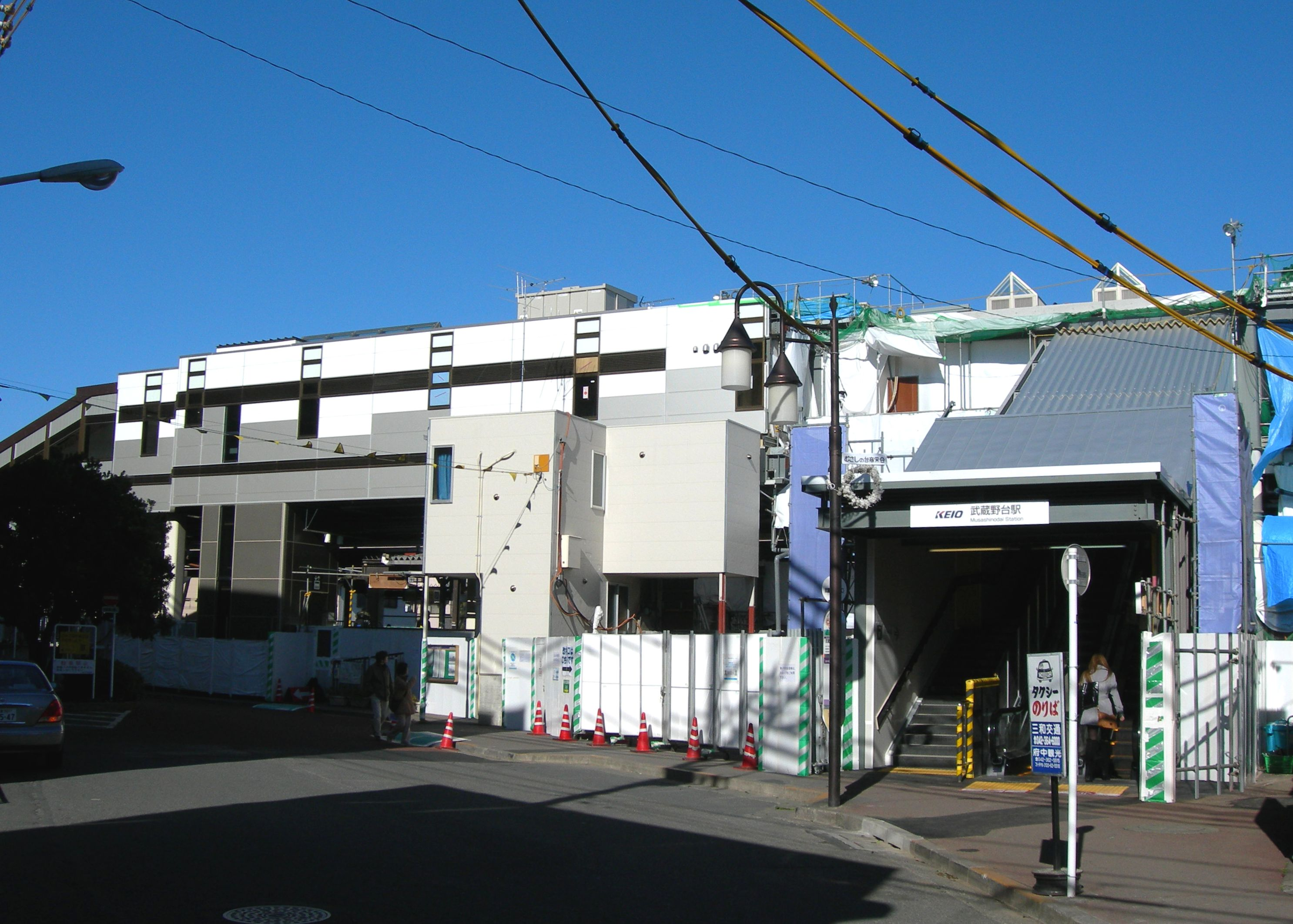
建設中的橋上站房（2010年12月）

## 相鄰車站
京王電鐵
 京王線
■特急、■準特急、■急行、■區間急行
通過
■快速、■各站停車
飛田給（KO20）－武藏野台（KO21）－多磨靈園（KO22）

## 外部連結
- 武藏台 - 京王電鐵

35°39′51″N 139°30′40″E / 35.66417°N 139.51111°E